# Darjuš Lavrinovič
Darjuš Lavrinovič (Polnisch: Dariusz Ławrynowicz, * 1. November 1979 in Vilnius, Litauische SSR) ist ein litauischer Basketballspieler polnischer Abstammung. Seine bevorzugte Position ist die des Centers.

## Laufbahn
Darjuš Lavrinovič begann seine Karriere in der Jugend von KK Alytus und feierte bei diesen sein Debüt in der Litauischen Basketballliga (LKL). Im Jahr 2003 wechselte Lavrinovič zum Traditionsverein Žalgiris Kaunas, wo er zwei Meistertitel (2003/04, 2004/05) und einmal die Baltic Basketball League (2004/05) gewinnen konnte. 2006 wechselte er nach Russland zu UNICS Kasan, wo er zwei Saisons spielte, bevor er bei Dynamo Moskau unterschrieb. Im Sommer 2009 wechselte er zum spanischen Klub Real Madrid und folgte damit seinem Coach Ettore Messina, der ihn schon in der russischen Hauptstadt trainierte. Nach nur einem Jahr verließ er den spanischen Klub und ging zu Fenerbahçe Ülkerspor, in die Türkiye Basketbol Ligi. Mit diesem Verein wurde er nationaler Meister ebenso wie ein Jahr später mit dem dominierenden russischen Verein ZSKA Moskau, mit dem er auch die osteuropäische VTB United League. Das Finale im höchsten europäischen Vereinswettbewerb EuroLeague 2011/12 verlor man jedoch. Nach einer weiteren Spielzeit bei Žalgiris, mit denen er ebenfalls die nationale Meisterschaft gewann, spielte er in der Saison 2013/14 für den Euroleague-Neuling Budiwelnyk aus Kiew in der Ukraine. In der Saison 2019/20 spielte er für die London City Royals.

### Nationalmannschaft
Mit der Nationalmannschaft bestritt er die Basketball-Europameisterschaften 2005, 2007, bei der er Bronze holte, und 2013 (Silber), die Basketball-Weltmeisterschaften 2006 und 2014, sowie die Olympischen Spiele 2008.

## Erfolge
Verein
- Baltic Basketball League (1): 2004/05
- Litauischer Meister (3): 2003/04, 2004/05, 2012/13
- Türkischer Meister: 2010/2011
- Russischer Meister: 2011/2012
- VTB United League: 2011/2012
- EuroLeague: Finalist 2012
- Ukrainischer Meister und Pokalsieger: 2013/2014

Nationalmannschaft
- Basketball-Europameisterschaft: 2007, Bronze; 2013, Silber

## Verschiedenes
Sein Zwillingsbruder Kšyštof Lavrinovič ist ebenfalls Basketballprofi und litauischer Nationalspieler. Ende 1998 wurden beide Brüder und ein Cousin wegen gemeinschaftlich begangener Vergewaltigung angeklagt und verurteilt. Kurze Zeit später zog die Klägerin ihre Anschuldigungen zurück und heiratete Darjuš Lavrinovič. Die Gerichte schenkten der Entlastung jedoch keinen Glauben, im November 2000 musste er eine auf fünf Jahre bemessene Haftstrafe antreten. Er wurde nach etwa drei aus der Haft entlassen und konnte seine Karriere bei Alita Alytus wieder fortsetzen. Die eingegangene Ehe war bereits nach einem Jahr wieder geschieden worden.
Lavrinovič und sein Bruder gehören der polnischen Minderheit in Litauen an.